# Нова Могильниця
Нова́ Моги́льниця — село в Україні, у Теребовлянській міській громаді Тернопільського району Тернопільської області. До його складу входить Нова Могильниця і Стара Могильниця. До 2015 підпорядковувалось Могильницькій сільській раді, до якої належало також с. Стара Могильниця. У 1964–1991 роках називалося Трудове.
Населення — 643 особи (2001).

## Історія

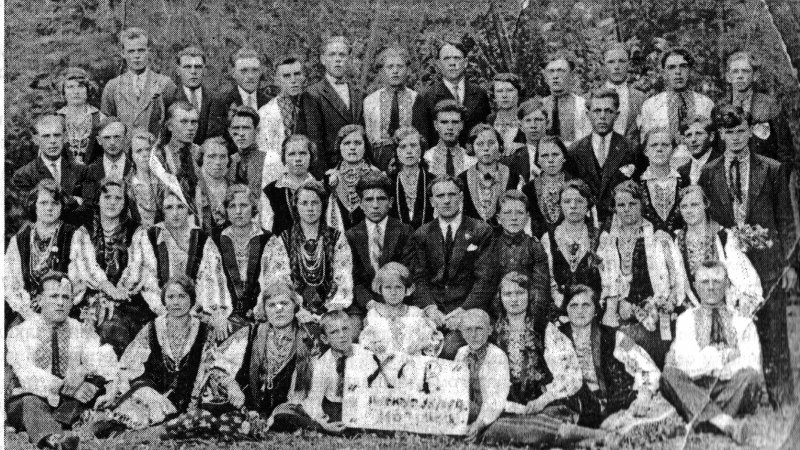
Український хор в Могильниці

Могильниця — одне з найстаріших поселень Теребовлянського району. Про його давнє існування свідчать знахідки трипільської культури з часів III тисячоліття до нашої ери, знаряддя праці кінця бронзової епохи, римські монети та інше.
Назва походить від чотирьох великих могил, що знаходяться на північ від села.
Через село проходив торговельний шлях з Кам'янця-Подільського до Львова, що в різний час зумовлявало напади різних ворогів.
В історії є згадки, як німецькі хрестоносці фон Тіфена разом з польським королем Яном Ольбрахтом йшли походом на Волощину через Могильницю 1497 року.
У 1508, 1515, 1575 рр., а також у 1672–1675 рр. село зазнавало серйозних спустошень збоку турецько-татарських набігів. Запеклі бої по боках оборонних валів і Буданівського замку спричинили велику шкоду околиці.
У 1628 році Станіслав Лянцкоронський (майбутній коронний гетьман) разом з дружиною Александрою з Сененських отримав дозвіл щодо набуття села від Каліновських.

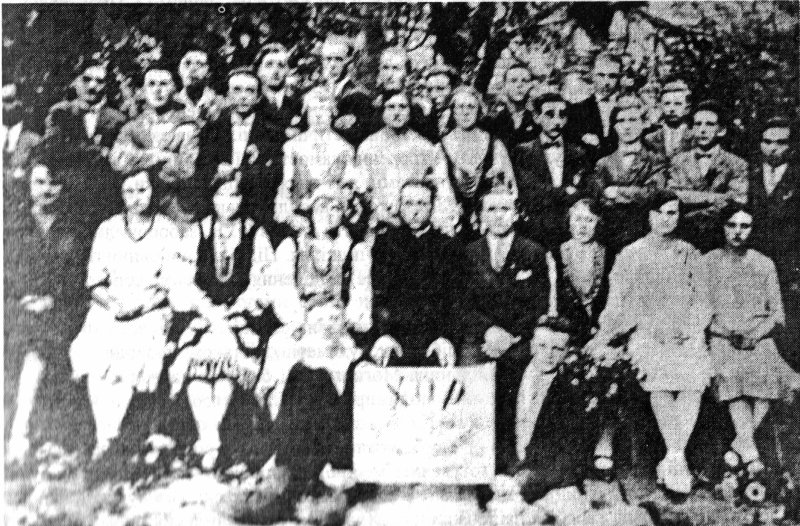
Хор читальні «Просвіта»

Селяни Могильниці підтримали Визвольну війну Богдана Хмельницького 1648–1657 рр.
На початку XIX століття тут було дві 4-х класові школи, бібліотека, почала розвиватися музейна справа. Цьому слід завдячувати директорам шкіл В. Рощаковському та Л. Гарматію.
1904 року в Могильниці було засновано організацію «Січ», її керівником став Іван Жук. Невдовзі «Січ» нараховувала 42 члени. В роки Першої світової війни через село пройшла лінія фронту, через що сильно постраждали селяни. У 1918 — 28 липня 1920 рр. село знаходилося складі ЗУНР, поки не прийшла польська окупація.
1 серпня 1934 року село увійшло до складу новоутвореної сільської гміни Могильниця.
12 червня 2020 року, відповідно до розпорядження Кабінету Міністрів України № 724-р «Про визначення адміністративних центрів та затвердження територій територіальних громад Тернопільської області» увійшло до складу Теребовлянської міської громади.
19 липня 2020 року, в результаті адміністративно-територіальної реформи та ліквідації Теребовлянського району, село увійшло до складу Тернопільського району.

## Політика

### Парламентські вибори, 2019
На позачергових парламентських виборах 2019 року у селі функціонувала окрема виборча дільниця № 610849, розташована у приміщенні сільської ради.
Результати
- зареєстровано 403 виборці, явка 55,09%, найбільше голосів віддано за «Європейську Солідарність» — 25,81%, за «Слугу народу» — 18,89%, за Радикальну партію Олега Ляшка — 14,75%.[5] В одномандатному окрузі найбільше голосів отримав Микола Люшняк (самовисування) — 58,69%, за Романа Василіцького (Об'єднання «Самопоміч») — 15,02%, за Ігоря Сопеля (Слуга народу) і Аллу Стечишин (самовисування) — по 8,45%[6].

## Релігія
- церква святого Архістратига Михаїла (1793, ПЦУ, кам'яна),
- церква святого Архістратига Михаїла (1995, УГКЦ, кам'яна),
- костьол св. Юзефа (1851, кам'яний),
- каплиця (1996),
- «фігура» Матері Божої.

## Пам'ятники
Споруджено пам'ятник воїнам-односельцям, полеглим у німецько-радянській війні (1972), встановлено 5 пам'ятних металевих хрестів, насипана символічна могила УСС.

## Соціальна сфера
Діють ЗОШ 1-2 ступ., клуб, бібліотека, ФАП.

## Відомі особи

### Народилися
- Мирон Зарицький (1889–1961) — видатний український математик, професор Львівського державного університету, дійсний член Наукового Товариства ім. Т. Шевченка, у сім'ї священика Онуфрія Зарицького; фундатор української математичної культури, батько визначної діячки ОУН та УПА Катерини Зарицької
- Іван Бойчук — діяч української еміграції і робітничого руху в Канаді.
- Віталій Костюк (1977–2014) — боєць батальйону територіальної оборони «Донбас», загинув у бою під час звільнення Іловайська (Донецька область)[7][8].
- Роман Чемерис (нар. 1956) — український шахіст, тренер.

## Галерея

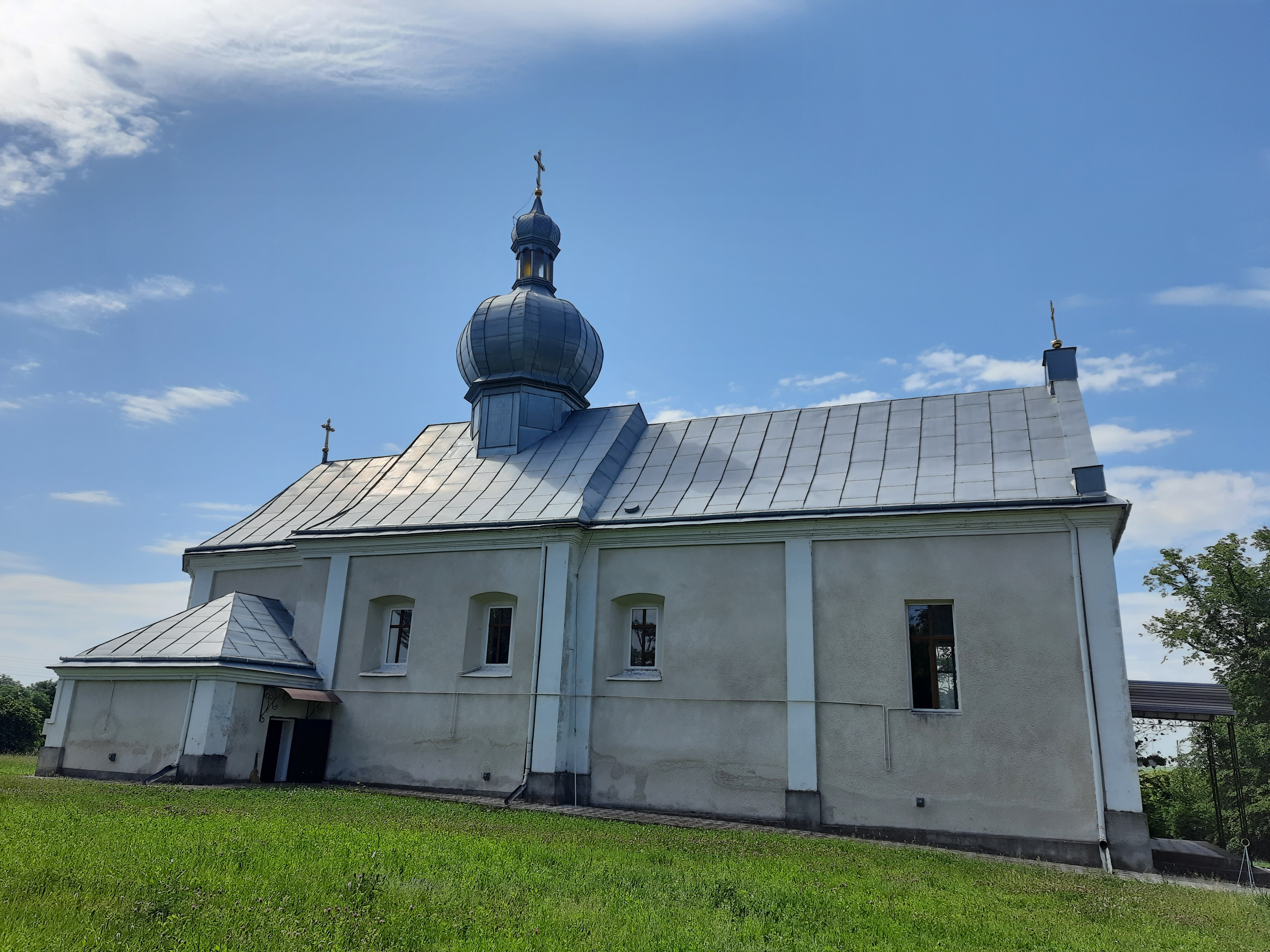
Церква Святого Михаїла
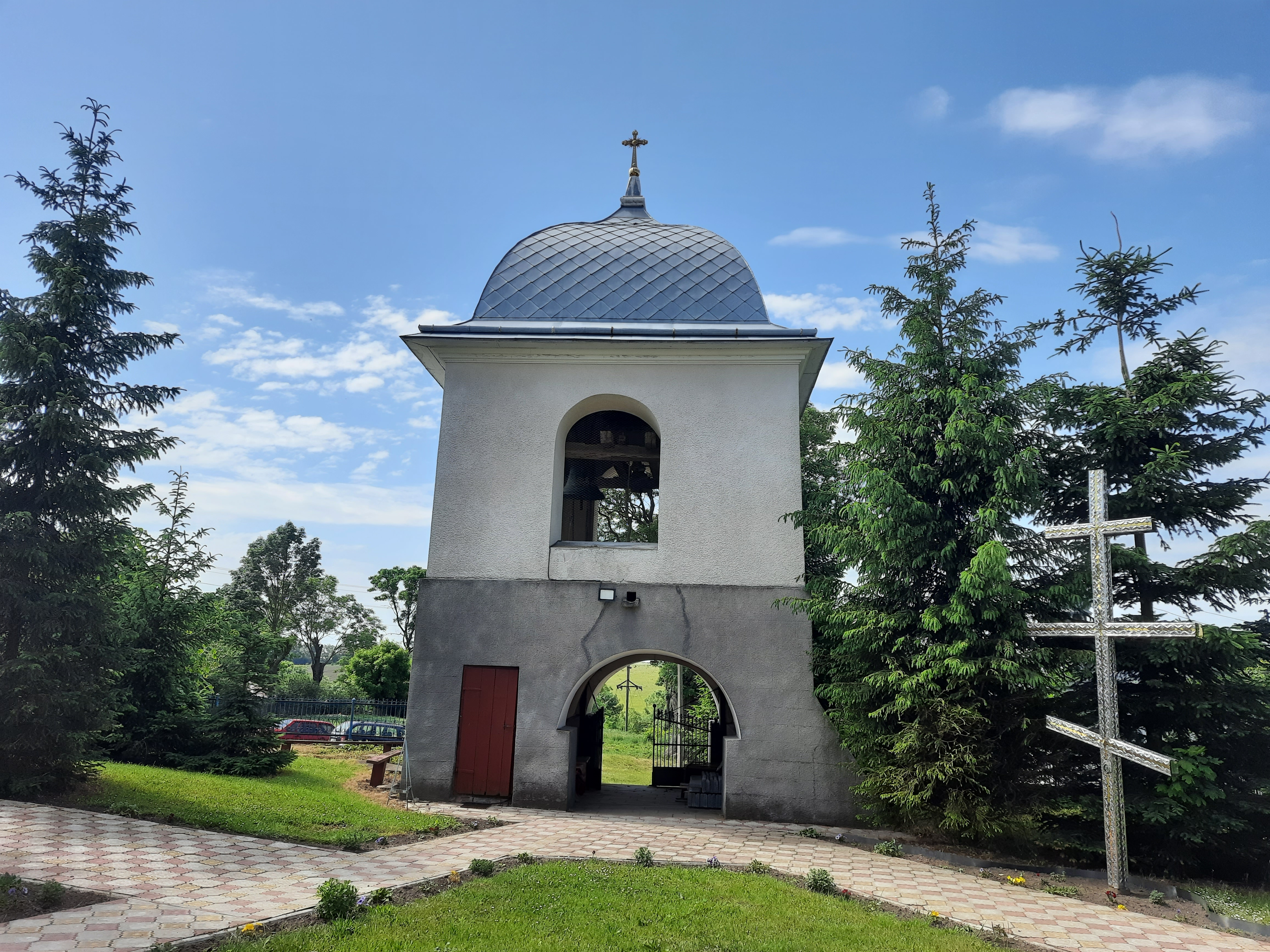
Дзвіниця церкви Святого Михаїла
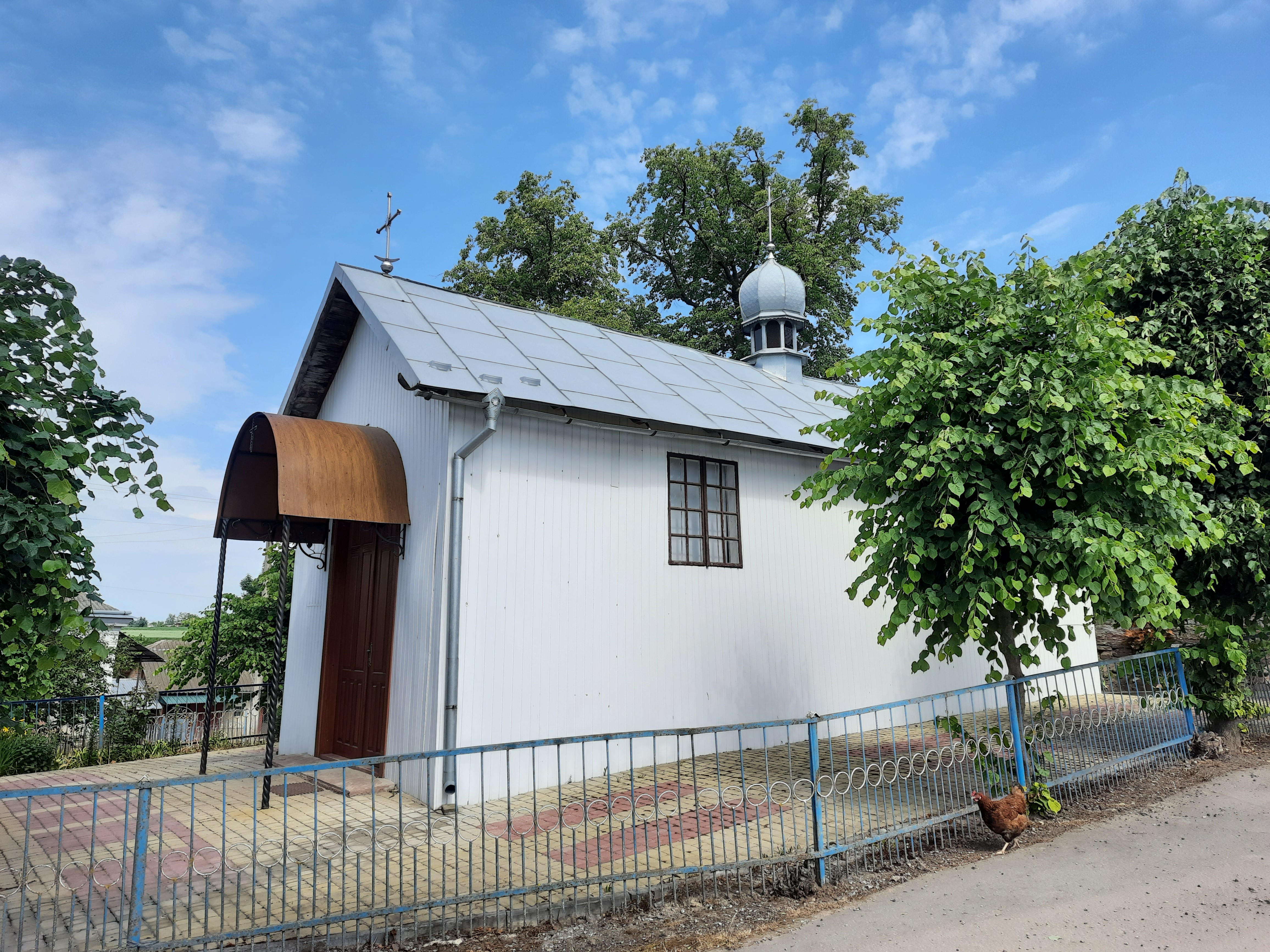
Церква святого архістратига Михаїла УГКЦ
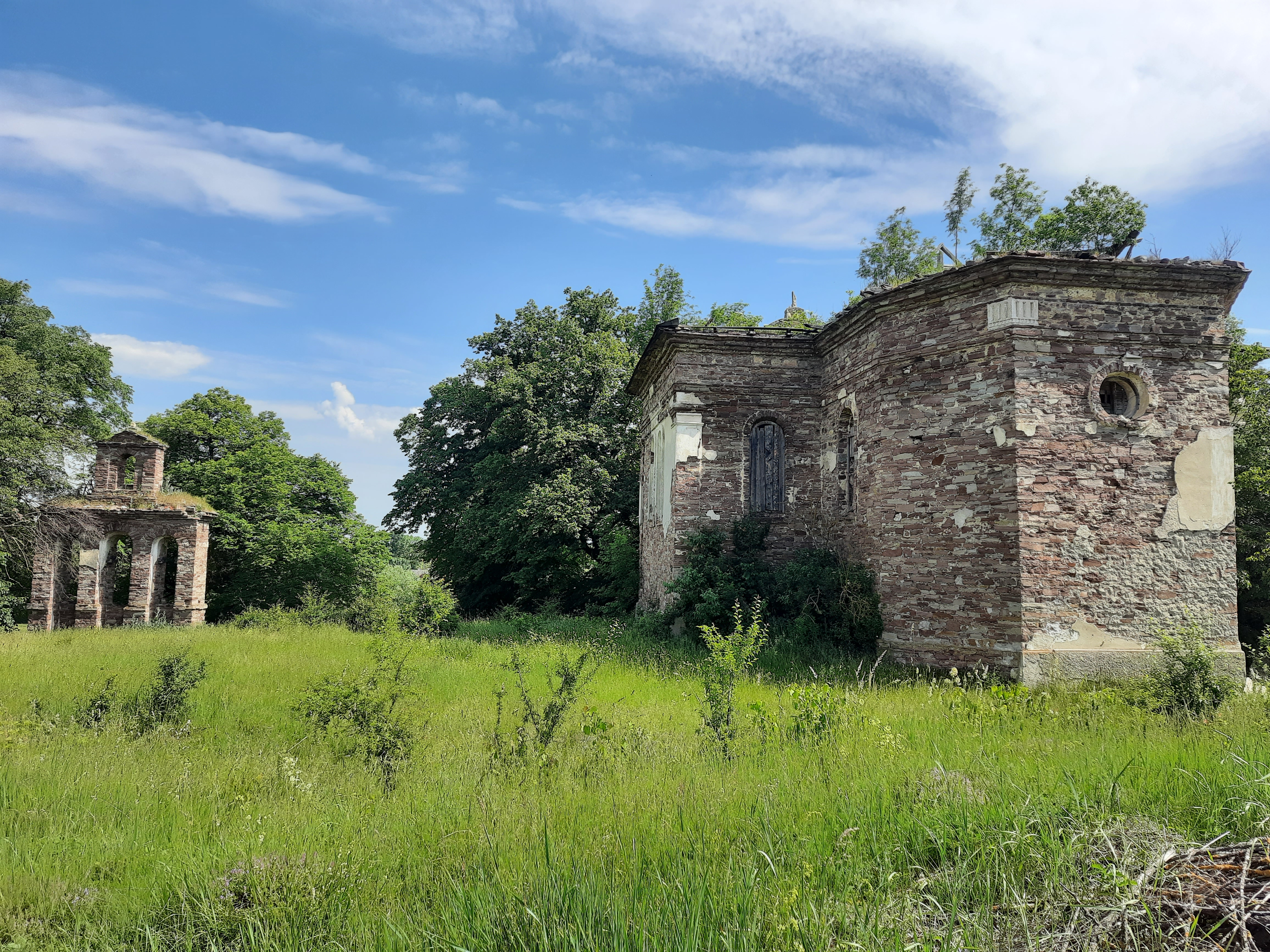
Костел Святого Юзефа
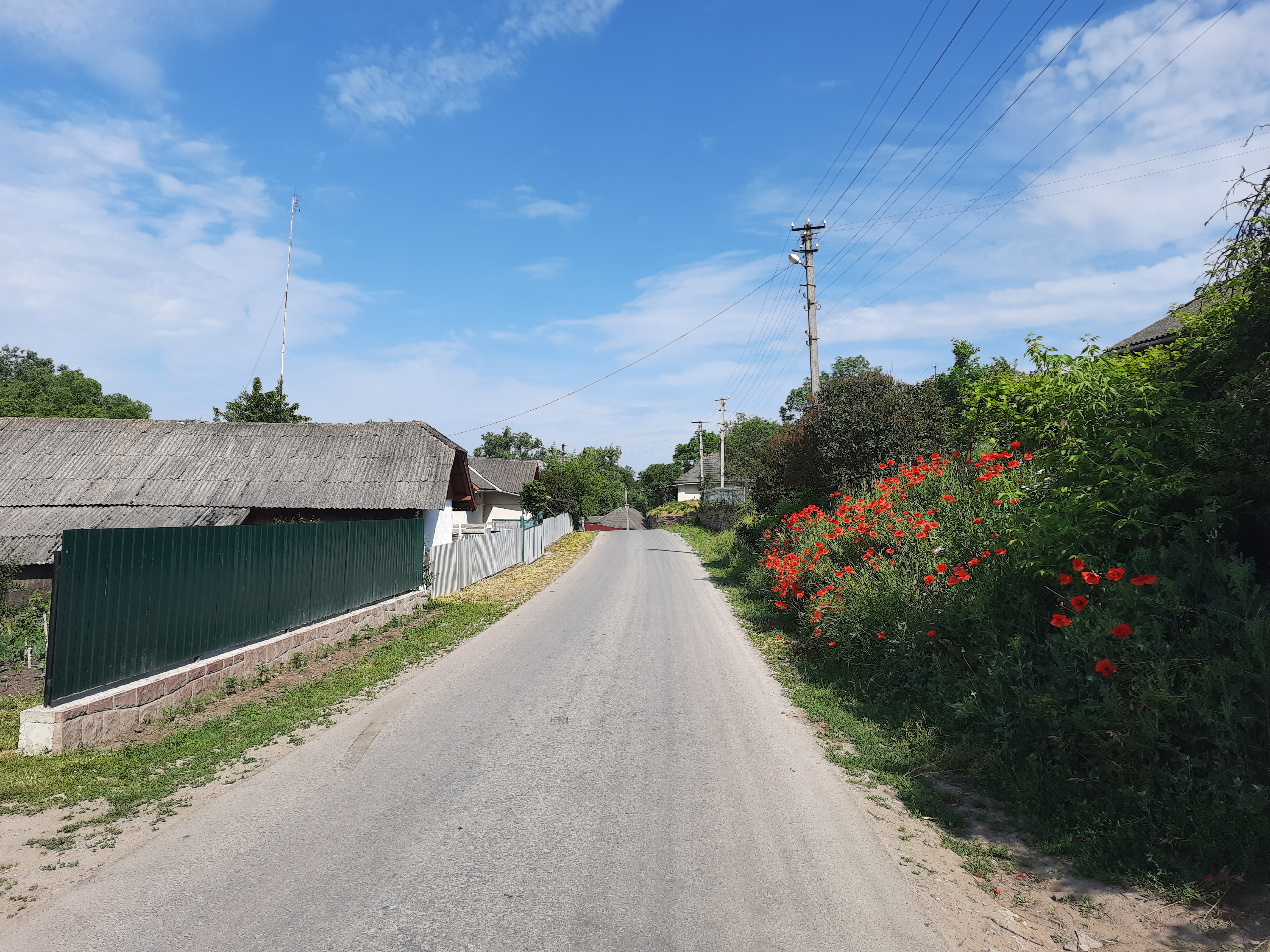
Сільська вулиця
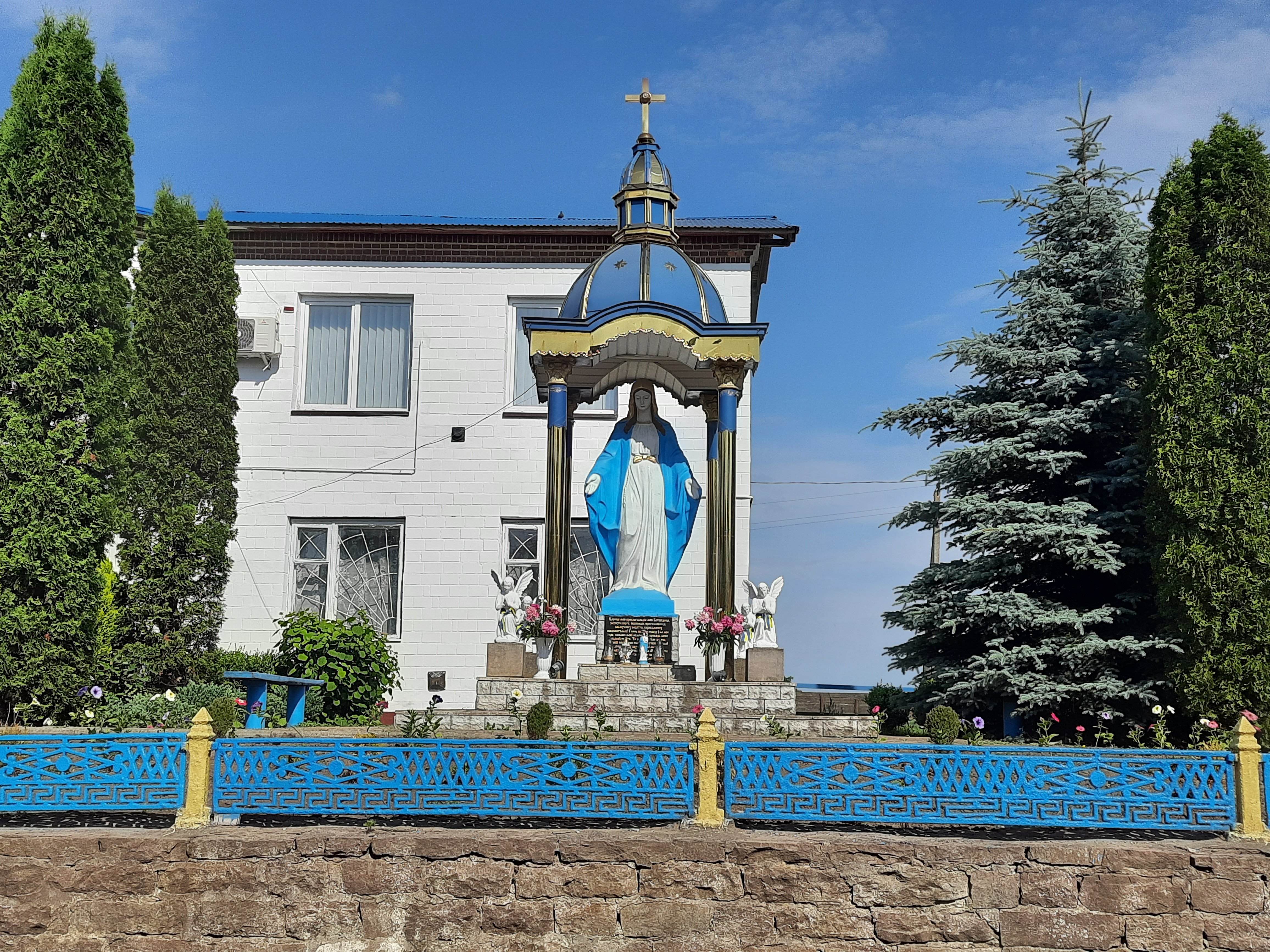
Статуя Божої Матері